# Kim Molenaar
Kim Molenaar (Breezand, 28 april 2002) is een Nederlandse handbalster die uitkomt in de Deense Damehåndboldligaen voor F.C. København Håndbold.